# Xian de Shitai
Le xian de Shitai (石台县 ; pinyin : Shítái Xiàn) est un district administratif de la province de l'Anhui en Chine. Il est placé sous la juridiction de la ville-préfecture de Chizhou.

## Démographie
La population du district était de 111 520 habitants en 1999.